# خليفة بن عمير
خليفة بن عمير (1968  -  ) رياضي من الإمارات العربية المتحدة. تنافس في دورة الألعاب الأولمبية الصيفية لعام 1988 ودورة الألعاب الأولمبية الصيفية لعام 1992.

## روابط خارجية
- خليفة بن عمير على موقع أوليمبيديا (الإنجليزية)